# Commonwealth Games 2006/Badminton
Bei den Commonwealth Games 2006 in der australischen Metropole Melbourne fanden im Badminton sechs Wettbewerbe statt, je drei für Männer und für Frauen.
Austragungsort war das Melbourne Exhibition Centre. Das Finale im Teamwettbewerb fand am 20. März 2006 statt, die Endspiele in den Einzeldisziplinen am 26. März 2006.

## Medaillengewinner
| Disziplin    | Gold | Silber | Bronze |
| ------------ | --- | --- | --- |
| Herreneinzel | Lee Chong Wei | Wong Choong Hann | Chetan Anand |
| Dameneinzel  | Tracey Hallam | Wong Mew Choo | Susan Hughes |
| Herrendoppel | Chan Chong Ming Koo Kien Keat | Choong Tan Fook Wong Choong Hann | Robert Blair Anthony Clark |
| Damendoppel  | Chin Eei Hui Wong Pei Tty | Jiang Yanmei Li Yujia | Gail Emms Donna Kellogg |
| Mixed        | Nathan Robertson Gail Emms | Daniel Shirley Sara Runesten-Petersen | Hendri Kurniawan Saputra Li Yujia |
| Mannschaft   | Malaysia (Chin Eei Hui, Choong Tan Fook, Julia Wong Pei Xian, Lee Chong Wei, Ooi Sock Ai, Wong Choong Hann, Wong Mew Choo, Wong Pei Tty, Chan Chong Ming, Koo Kien Keat) | England (Simon Archer, Robert Blair, Anthony Clark, Gail Emms, Aamir Ghaffar, Tracey Hallam, Joanne Nicholas, Nathan Robertson, Ella Tripp, Donna Kellogg) | Indien (Chetan Anand, Anup Sridhar, Rupesh Kumar, Valiyaveetil Diju, Sanave Thomas, Trupti Murgunde, Shruti Kurien, Saina Nehwal, Jwala Gutta, Aparna Popat) |

## Medaillenspiegel
| Platz | Land       | Gold | Silber | Bronze | Gesamt |
| ----- | ---------- | ---- | ------ | ------ | ------ |
| 1     | Malaysia   | 4    | 3      | –      | 7      |
| 2     | England    | 2    | 1      | 2      | 5      |
| 3     | Singapur   | –    | 1      | 1      | 2      |
| 4     | Neuseeland | –    | 1      | –      | 1      |
| 5     | Indien     | –    | –      | 2      | 2      |
| 6     | Schottland | –    | –      | 1      | 1      |